# Rubín (hradiště)
Rubín je pravěké a raně středověké hradiště v jižní části Ústeckého kraje. Nachází se na stejnojmenném kopci u Dolánek, čtyři kilometry severovýchodně od Podbořan v okrese Louny. Pozůstatky hradiště jsou chráněny jako kulturní památka.

## Přírodní poměry
Vrch Rubín v jižní části Mostecké pánve je tvořený třetihorním bazanitem. Nachází se na pravé straně údolí Doláneckého potoka, jehož dno převyšuje o devadesát metrů. Strmé svahy ovlivněné těžbou kamene se nacházají na severu, západě a jihozápadě. Na jižní straně jsou mírnější a převýšení zde dosahuje jen dvacet až třicet metrů.

## Historie
Vrch Rubín byl osídlen od neolitu do raného středověku. Nejstarší osídlení patří neolitickým kulturám: kultuře s lineární keramikou, kultuře s vypíchanou keramikou a jordanovské kultuře. Nálezy z doby eneolitu náleží kultuře s nálevkovitými poháry, řivnáčské kultuře, kultuře kulovitých amfor a kultuře se šňůrovou keramikou. V době osídlení řivnáčskou kulturou bylo podle Zdeňka Smrže sídliště opevněné hliněnými valy, ale existence hradiště v tomto období není jistá.

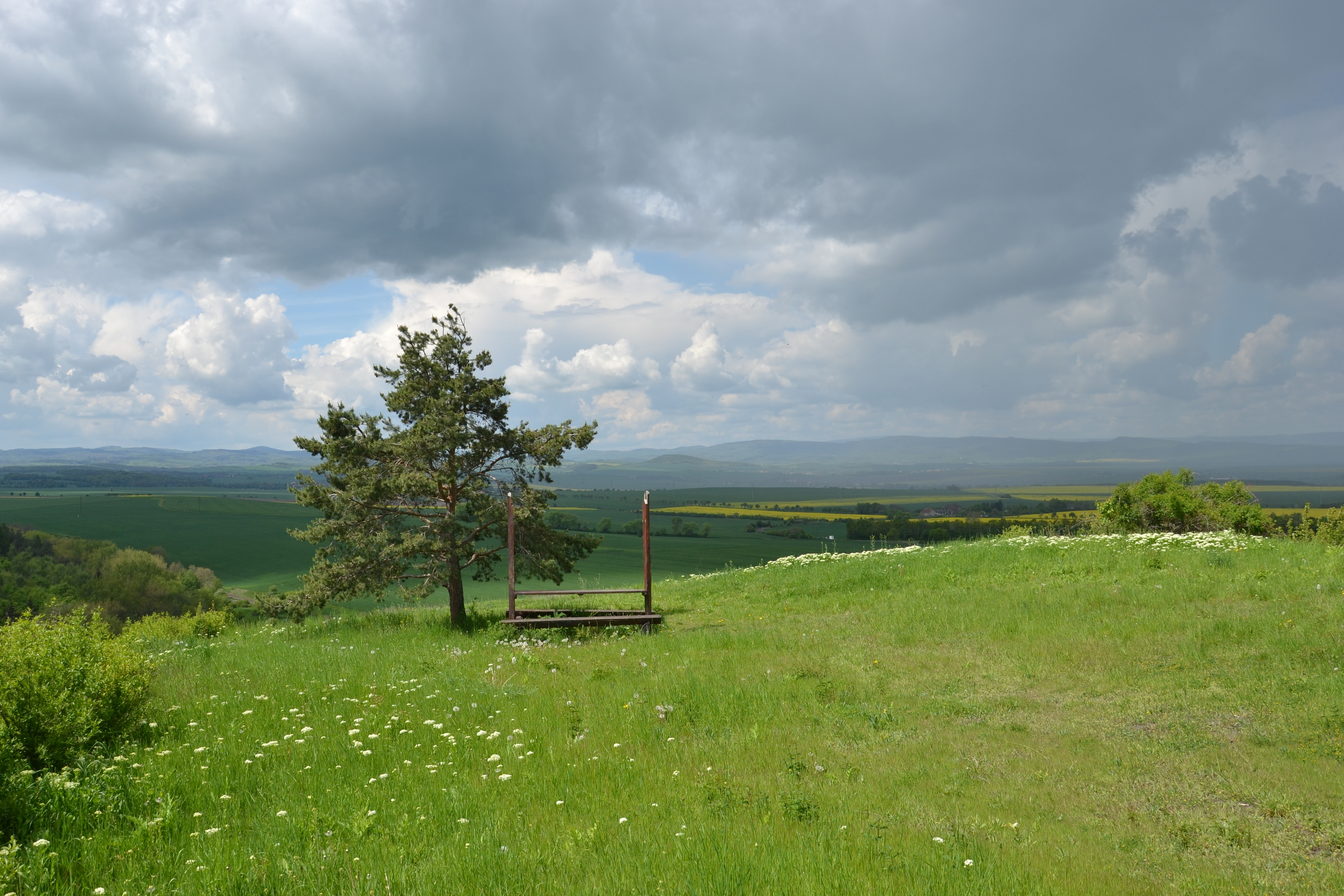
Vrcholová plošina

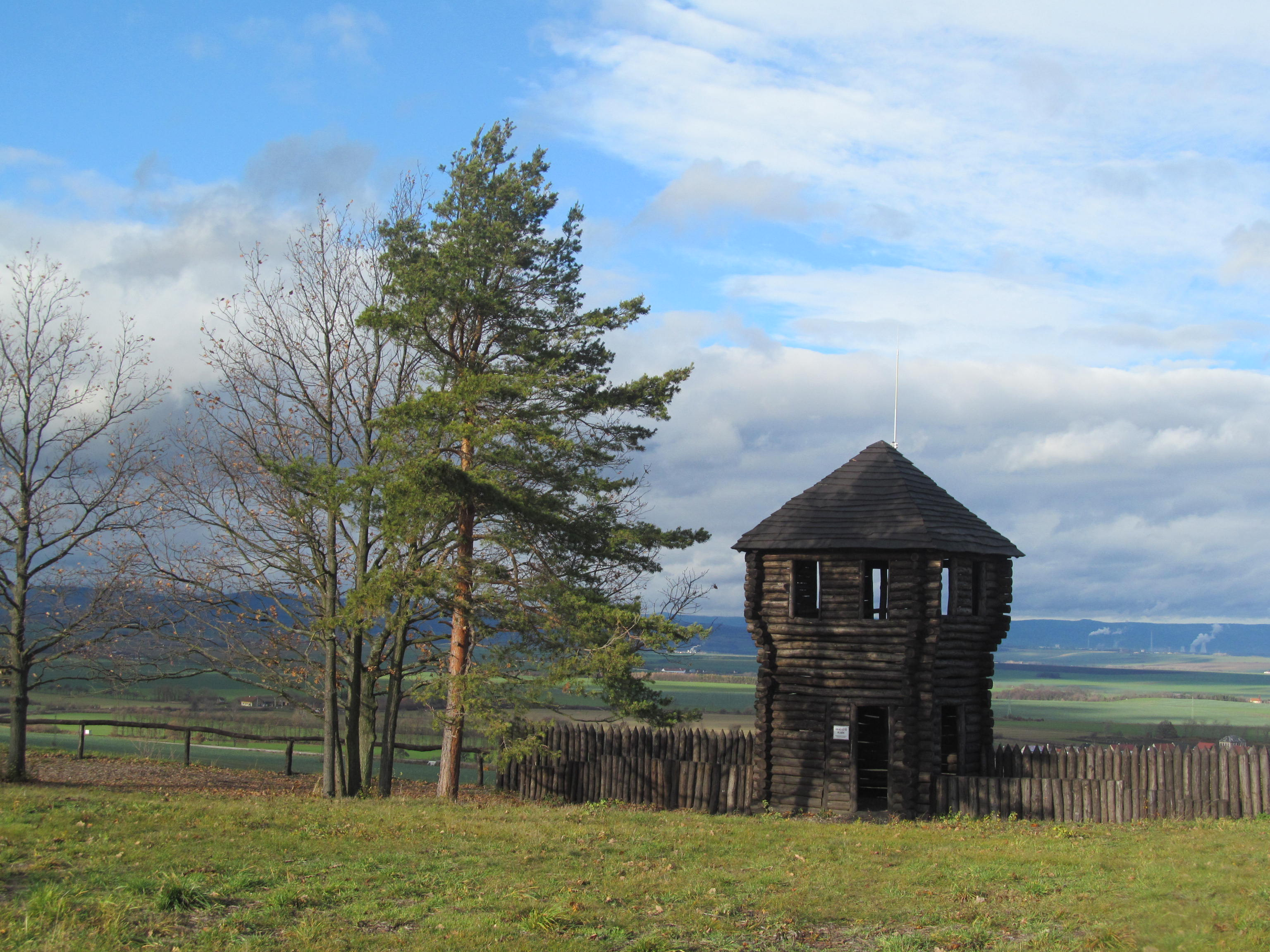
Rozhledna z roku 2018 na vrcholu kopce

Prokazatelné opevnění bylo postaveno až v době bronzové lidem nejmladší fáze únětické kultury. Na ni postupně navázalo osídlení příslušníky středodunajské mohylové kultury, knovízské a štítarské kultury.
Nové opevnění vzniklo na přelomu doby halštatské a laténské v rámci bylanské kultury (800–400 př. n. l.) Čelo hradby tvořila kamenná zeď o šířce 100–120 cm. Většina archeologických situací na kopci pochází právě z tohoto období. Je pravděpodobné, že v té době existovala na hradišti i kamenná architektura. Při stavbě dřevěné vyhlídkové věže bylo v roce 2018 nalezeno půlmetrové souvrství kamenů, tvořících na hraně svahu plato. To koresponduje s výzkumy Helmuta Preidela, které zde prováděl v letech 1934–1938. Mohlo se jednat o základy kamenných domů. Akropole hradiště byla v té době rozdělena na menší areály – dvorce. Na Rubínu byly nalezeny bronzové spony vyrobené v Etrurii, uložené v Oblastním muzeu v Chomutově. To naznačuje že Rubín byl v 8. – 6. století př. n. l. centrem Poohří.
Ojedinělé nálezy pochází z pozdějších fázích laténské kultury a doby římské. Jde zejména o nálezy hrobů pod severovýchodním svahem kopce. K dalšímu významnému osídlení lokality došlo až ve starší a střední době hradištní. Na hradišti byl získán soubor avarsko-slovanských výrobků, ke kterým patří kování opasků a koňských postrojů. Kostěný hřeben a železná sekera naopak naznačují styky se západní Evropou. V předpolí hradiště byly prozkoumány obytné i výrobní stavby a zásobní jámy, ve kterých byly nalezeny keramické střepy, skleněné perly, střepy skleněných nádob a dvě železné kosy. Z pokročilé fáze devátého století pochází velkomoravské šperky.
Prvním archeologem, který se hradištěm na Rubínu zabýval, byl Josef Ladislav Píč. Archeologický výzkum však proběhl až pod vedením Helmuta Preidela v letech 1934–1938. Další výzkumy vedli Václav Kruta v roce 1970 a Josef Bubeník v letech 1987–1991. Někteří autoři ztotožňují Rubín s Wogastisburgem, kde se měla v roce 632 odehrát bitva mezi slovanskými kmeny Sámovy říše a franským vojskem krále Dagoberta I. Nelze to vyloučit v případě, že ke střetnutí došlo v Čechách. Dalším kandidátem je hradiště Staffelberg u města Bad Staffelstein v Bavorsku. Hypoteticky mohlo být hradiště na Rubínu také centrem luckého knížectví.

## Stavební podoba
Pozůstatky opevnění byly poškozeny lidskou činností v devatenáctém století. Na jižním svahu jsou patrné zbytky dvou poškozených valů vzdálených od sebe asi patnáct metrů, ale v době halštatské byly pravděpodobně opevněny i zbývající světové strany. Nejstarší opevnění je připisováno únětické kultuře. Její val byl využit při stavbě hradby v době halštatské a její zbytky znovu v raném středověku. Archeologický výzkum odkryl v koruně valu kůlové jamky s keramickými střepy ze starohradištního období. Před valem byl zjištěn pravěký příkop. Podle výzkumu ze třicátých let dvacátého století existovala na východní straně klešťovitá brána, u které val ukrýval zbytky tři až čtyři metry široké dřevěné konstrukce zničené ohněm. Na vrcholové plošině byly odkryty pozůstatky kůlových a srubových staveb.